# Eumigus cucullatus
Eumigus cucullatus är en insektsart som beskrevs av Bolívar, I. 1878. Eumigus cucullatus ingår i släktet Eumigus och familjen Pamphagidae.

## Underarter
Arten delas in i följande underarter:
- E. c. almeriensis
- E. c. cucullatus